# Mohammed bin Mohammed al-Mansur
Mohammed bin Mohammed al-Mansur (arabisch محمد بن محمد المنصور, DMG Muḥammad b. Muḥammad al-Manṣūr; * 21. Juni 1915 im Distrikt Shaharah, Gouvernement Amran, Jemen; † 9. September 2016 in Sanaa) war Imam der Zaiditen (oder Fünfer-Schiiten), eines der drei Hauptzweige der Schiiten.

## Leben
Er hat ca. 10 Millionen Anhänger, die meisten im Jemen, ein geringer Prozentsatz in Saudi-Arabien. 
Vom jordanischen Königlichen Aal al-Bayt Institut für islamisches Denken wurde er unter den 500 einflussreichsten Muslimen der Welt an 30. Stelle genannt.
Er war einer der Unterzeichner der Botschaft aus Amman (Amman Message). Er war dabei eine der  24 Persönlichkeiten, die eine Fatwa (Rechtsgutachten) verfasst haben.
2006 gehörte al-Mansur zu den Unterzeichnern eines offenen Briefs islamischer Gelehrter an Papst Benedikt XVI. nach dessen Regensburger Rede.
Er war einer der 138 Unterzeichner des offenen Briefes Ein gemeinsames Wort zwischen Uns und Euch (engl. A Common Word Between Us & You), den Persönlichkeiten des Islam an „Führer christlicher Kirchen überall“ (engl. "Leaders of Christian Churches, everywhere …") sandten (13. Oktober 2007).

## Video
- youtube.com (zusammen mit Humud bin Abbas Al-Mu'ayyad)